# Randy Kraft

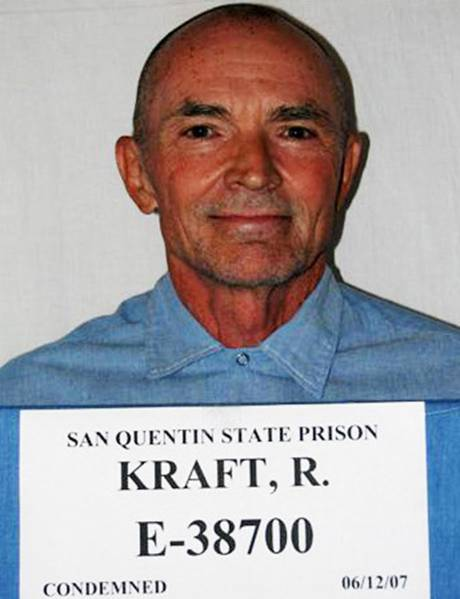
Randy Steven Kraft, 2007

Randy Steven Kraft (* 19. März 1945 in Long Beach, Kalifornien) ist ein US-amerikanischer Serienmörder, der für die Ermordung von 16 Männern zwischen 1971 und 1983 zum Tode verurteilt wurde. Er wird verdächtigt, für 51 weitere Morde verantwortlich zu sein.

## Leben
Kraft wuchs mit seinen Eltern und seinen drei Schwestern im kalifornischen Westminster auf, wo er auch die High School besuchte und 1963 absolvierte. Danach besuchte er das Claremont McKenna College, wo er dem Reserve Officer Training Corps beitrat und nebenbei als Barkeeper arbeitete. 1968 erhielt er seinen Bachelor in Wirtschaftswissenschaften und betätigte sich als Wahlkampfhelfer für Robert F. Kennedy. Noch im selben Jahr meldete er sich zur United States Air Force, wo er aufgrund seines hohen IQ von 129, der ausgezeichneten Ergebnisse der Aufnahmetests und seiner tadellosen Vergangenheit sofort aufgenommen und der Edwards Air Force Base zugeteilt wurde. Als er 1969 gestand, homosexuell zu sein, wurde er aus dem Militär entlassen und arbeitete fortan als Computertechniker.
Randy Kraft wurde am 14. Mai 1983 gegen 1 Uhr morgens auf dem San Diego Freeway in Mission Viejo wegen seiner schlingernden Fahrweise von einer Polizeistreife angehalten. Nachdem er durch den Alkoholtest gefallen war, wurde er wegen Trunkenheit am Steuer verhaftet. Als man den vermeintlich schlafenden Beifahrer wecken wollte, stellten die Beamten fest, dass er tot war. Der mit einem Gürtel Erdrosselte war der 25-jährige Soldat Terry Gambrel aus der nahegelegenen El Toro Marine Air Base. In Krafts Wagen fand man außerdem Fotos ermordeter oder vermisster Männer sowie einen Notizblock mit der Eintragung und Beschreibung von 67 Opfern. Bei der anschließenden Hausdurchsuchung wurden auch Kleidung und Blutspuren mehrerer Opfer gefunden.
Da Mitte der 1970er und Anfang der 1980er Jahre mehrere Serienmörder auf den kalifornischen Highways ihr Unwesen trieben, konnte man ihm lediglich 16 Morde zweifelsfrei nachweisen. Vor Gericht wurde bekannt, dass er seine Opfer bestialisch folterte, ehe er sie ermordete. Einige hängte er mit den Füßen nach oben an einem Baum auf, folterte sie mit Feuer und stieß ihnen verschiedene Gegenstände in After und Harnröhre. Manchmal zerstückelte er sie bei lebendigem Leibe. Die Leichen seiner Opfer ließ er einfach am Straßenrand liegen.
Kraft wurde am 29. November 1989 zum Tode verurteilt und ist im San Quentin State Prison untergebracht.